# Edifici d'aparcaments de l'Hospital Josep Trueta
L'Edifici d'aparcaments de l'Hospital Josep Trueta és una obra de Girona inclosa a l'Inventari del Patrimoni Arquitectònic de Catalunya.

## Descripció
És una construcció de planta rectangular, desenvolupada en quatre nivells, destinats a aparcament de vehicles. El darrer nivell és cobert amb placa ondulada transparent de plàstic, que descansa sobre una senzilla estructura metàl·lica de jàsseres corbades. L'accés a l'interior es realitza pels extrems mitjançant rampes pels vehicles. Tot ell és d'obra vista i els tancaments laterals de les plantes són de malla deployé. L'estructura és de formigó armat.

## Història
És un edifici modern i es troba col·locat en terrenys propers a l'Hospital Universitari Dr. Josep Trueta, de l'Institut Català de la Salut, al qual serveix d'aparcament.